# Cnemodus inflatus
Cnemodus inflatus är en insektsart som beskrevs av Van Duzee 1915. Cnemodus inflatus ingår i släktet Cnemodus och familjen Rhyparochromidae. Inga underarter finns listade i Catalogue of Life.